# Styloctetor purpurescens
Styloctetor purpurescens là một loài nhện trong họ Linyphiidae.
Loài này thuộc chi Styloctetor. Styloctetor purpurescens được Eugen von Keyserling miêu tả năm 1886.